# Oliveria orientalis
Oliveria orientalis är en flockblommig växtart som beskrevs av Dc. Oliveria orientalis ingår i släktet Oliveria och familjen flockblommiga växter. Inga underarter finns listade i Catalogue of Life.